# Mounds (Illinois)

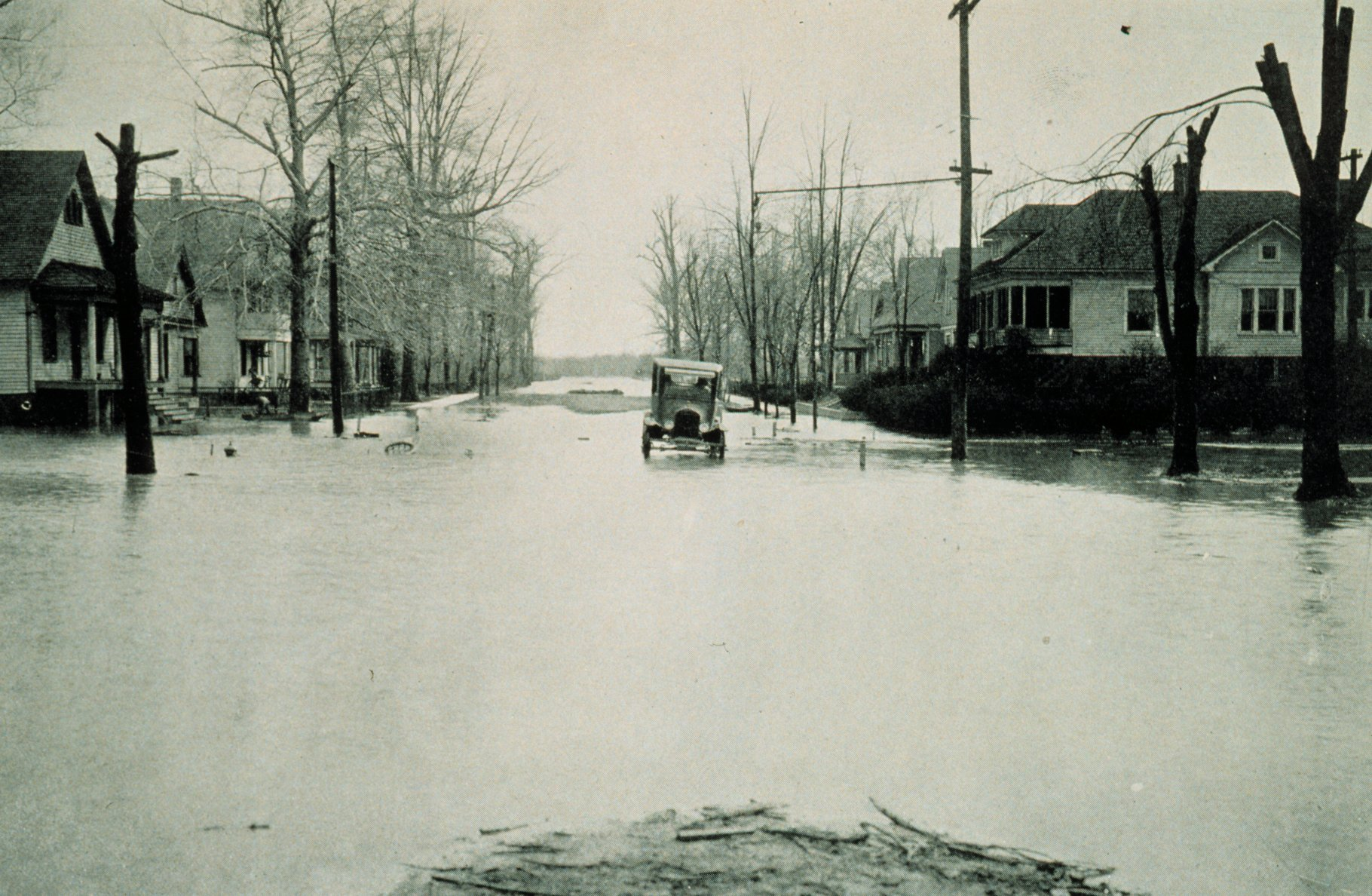
The Große Mississippi Flut von 1927 auf der Blanche Avenue in Mounds, Illinois

Mounds ist eine Kleinstadt (mit dem Status „City“) im Pulaski County im Süden des US-amerikanischen Bundesstaates Illinois. Das U.S. Census Bureau hat bei der Volkszählung 2020 eine Einwohnerzahl von 661 ermittelt.

## Geografie
Mounds liegt zwischen dem die Grenze zu Kentucky bildenden Ohio River (rund 5 km östlich) und dem Mississippi, der Illinois von Missouri trennt. Die Grenze zu Indiana verläuft 172 km östlich.
Unmittelbar an die nördliche Stadtgrenze von Mounds grenzen North Mounds und  Spencer Heights. Weitere Nachbarorte sind Villa Ridge (5,5 km nördlich), America (9,1 km ostnordöstlich), Mound City (5,5 km südöstlich), Golden Lily (5,3 km südlich), Klondike (11,5 km südwestlich) und Cache (8,9 km westlich).
Die nächstgelegenen größeren Städte sind St. Louis in Missouri (227 km nordnordwestlich), Louisville in Kentucky (402 km ostnordöstlich), Tennessees Hauptstadt Nashville (287 km südöstlich) und Tennessees größte Stadt Memphis (276 km südsüdwestlich).

## Verkehr
Am östlichen Rand von Mounds verläuft die Interstate 57, über die Chicago und Memphis miteinander verbunden sind. Im Zentrum von Mounds treffen eine Reihe untergeordneter Straßen zusammen.
Durch Mounds verläuft in Nord-Süd-Richtung eine Eisenbahnlinie der Canadian National Railway, über die auch Personenschnellzüge von Amtrak verkehren.
Mit dem Cairo Regional Airport befindet sich ein kleiner Flugplatz 12,8 km südwestlich von Mounds. Die nächstgelegenen größeren Flughäfen sind der Lambert-Saint Louis International Airport (251 km nordnordwestlich), der Nashville International Airport (296 km südöstlich) und der Memphis International Airport (290 km südsüdwestlich).

## Demografische Daten
Nach der Volkszählung im Jahr 2010 lebten in Mounds 810 Menschen in 337 Haushalten. Die Bevölkerungsdichte betrug 270 Einwohner pro Quadratkilometer. In den 337 Haushalten lebten statistisch je 2,4 Personen.
Ethnisch betrachtet setzte sich die Bevölkerung zusammen aus 22,7 Prozent Weißen, 73,7 Prozent Afroamerikanern, 0,7 Prozent amerikanischen Ureinwohnern, 0,4 Prozent Asiaten sowie 0,9 Prozent aus anderen ethnischen Gruppen; 1,6 Prozent stammten von zwei oder mehr Ethnien ab. Unabhängig von der ethnischen Zugehörigkeit waren 3,2 Prozent der Bevölkerung spanischer oder lateinamerikanischer Abstammung.
29 Prozent der Bevölkerung waren unter 18 Jahre alt, 57 Prozent waren zwischen 18 und 64 und 14 Prozent waren 65 Jahre oder älter. 53,5 Prozent der Bevölkerung war weiblich.
Das mittlere jährliche Einkommen eines Haushalts lag bei 16.780 USD. Das Pro-Kopf-Einkommen betrug 12.083 USD. 44,4 Prozent der Einwohner lebten unterhalb der Armutsgrenze.